# 刘长春 (解放军)
劉長春，大學學歷，中國大陸政治人物，中國人民解放军將領，軍事人物。
中國人民解放军空军少將，中共黨員，2018年6月消息显示，刘长春曾仼河南省军區司令員其後陈兆明接替刘长春   